# Evangelisch-lutherische Russlanddeutsche
Evangelisch-lutherische Russlanddeutsche sind die bedeutendste konfessionelle Gruppe der deutschen Minderheit in Russland.

## Geschichte der evangelischen Russlanddeutschen

### Anfänge im Zarenreich
Bereits im 16. Jahrhundert lebte eine Anzahl evangelisch-lutherischer Deutscher im Zarenreich. Evangelisch-lutherische Russlanddeutsche sind aber im Wesentlichen die Nachfahren der Deutschen, die ab 1763 als Siedler nach Russland gerufen wurden.
Den Kolonisten war Glaubensfreiheit zugesichert worden. Von Anfang an gehörte die überwiegende Mehrheit der Russlanddeutschen der evangelisch-lutherischen Konfession an. Was die Kopfstärke betraf, so stellte die evangelisch-lutherische Kirche nach der Russischen Orthodoxen Kirche und nach der Katholischen Kirche für einige Zeit die drittgrößte christliche Kirche in Russland dar. 1897 gehörten 76 % der Deutschen im Zarenreich der evangelisch-lutherischen Konfession an, 3,6 % waren Reformierte. Pietistische Gruppierungen wie die Herrnhuter Brüdergemeine spielten eine bedeutende Rolle.

### Aufbau bis zum Ende des Zarenreichs
Der Aufbau einer Kirchenorganisation vollzog sich schleppend. Schließlich rief Zar Nikolaus I. als Oberhaupt aller Kirchen in seinem Reich 1832 per Dekret die „Evangelisch-Lutherische Kirche in Russland“ ins Leben. Diese Kirche umfasste erstmals (nahezu) das ganze russische Reich. Sie war in verschiedene Konsistorien untergliedert. Die lutherische Kirche erhielt im Vergleich zur Russisch-Orthodoxen Kirche den Rang einer Kirche minderen Rechts, die Lutheraner gehörten nur einer geduldeten Konfession an. Proselytismus unter den Orthodoxen blieb wie schon zuvor verboten; die Russisch-Orthodoxe Kirche durfte aber unter den anderen christlichen Konfessionen Proselytismus betreiben.

### Neuaufbau nach der Oktoberrevolution 1917
Die Abdankung von Zar Nikolaus II. 1917 bedeutete für die Evangelisch-Lutherische Kirche den Verlust sowohl der bisherigen staatlichen Obrigkeit als auch des obersten Kirchenherrn. Einen neuen Rahmen gab die bolschewistische Regierung vor, die mit der Oktoberrevolution an die Macht gekommen war. Sie liquidierte am 2./15. November 1917 a. St./n. St. die Vorrechte aller christlichen Bekenntnisse und am 11./24. Dezember 1917 a. St./n. St. den Religionsunterricht in den Schulen. Mit dem 20. Januar/2. Februar 1918 a. St./n. St. folgte das Gesetz über die Trennung von Staat und Kirche.
Die nach der Revolution in der Evangelisch-Lutherischen Kirche notwendig gewordenen Reformen beschloss 1924 eine Generalsynode. Sie entschied sich für eine synodale Verfassung und einen dreistufigen Kirchenaufbau. Die Verfassung sah auf der unteren Stufe Einzelgemeinden und Kirchspiele vor. Darüber angesiedelt waren die Propstbezirke, die wiederum unter der Generalsynode standen.

### Verfolgung und Zerstörung
In der Sowjetunion wurde eine atheistische Staatsideologie eingeführt. Sie zielte auf die Entkirchlichung bzw. Entchristlichung der Bevölkerung und letzten Endes auf die Zerstörung des Glaubens bzw. auf die Vernichtung derer, die glaubten.
Nach einer kurzen und relativ ruhigen Konsolidierungsphase erlitten die evangelisch-lutherischen Russlanddeutschen wie die anderen Konfessionen und Religionsgemeinschaften massive Verfolgungen. Die Sicherheitsbehörden verhafteten zahlreiche Pastoren, engagierte Laien und einfache Gläubige; ein großer Teil von ihnen kam in Gefangenschaft ums Leben. Alle Kirchengebäude mussten schließen und keine der Gemeinden konnte mehr arbeiten. Ohne dass sie offiziell verboten worden wäre, wurde die Evangelisch-Lutherische Kirche in der Sowjetunion zwischen 1929 und 1938 faktisch vernichtet.
Während des 'Großen Terrors' (Herbst 1936 bis Ende 1938) waren die Repressionen besonders massiv.
Am 7. August 1938 wurde mit der Petri-Pauli-Kirche in Moskau die letzte offene Kirche der deutschen Lutheraner in der Sowjetunion geschlossen.
Parallel dazu erlitten die Russlanddeutschen in den 1930er Jahren massive Deportationen. Nach dem deutschen Überfall auf die Sowjetunion wurden die meisten Russlanddeutschen ab 1941 in Gebiete östlich des Urals verbracht; viele von ihnen in besondere Lager (siehe Gulag, Arbeitslager). Im Vielvölkerstaat Sowjetunion fanden zahlreiche Ethnische Säuberungen statt (Näheres hier).

### Einzelgemeinden nach Ende des Zweiten Weltkriegs
Während und nach dem Krieg konnten die evangelisch-lutherischen Russlanddeutschen ihren Glauben nur im Geheimen ausüben. Heimlich traf man sich in Wäldern, Bergwerksstollen oder in abgelegenen Gebäuden. Praktizierende Christen mussten mit Verhaftung und hohen Strafen rechnen. Dennoch sammelten sich nach und nach kleine, pietistisch geprägte Gruppen und Gemeinden.
Diese Gemeinden waren z. B. auf Grund der unter den Brüdergemeinden traditionell geübten selbständigen Bibelstudien und Schriftauslegung in der Lage, in der Verfolgungssituation auch ohne Kirchenorganisation und Versorgung durch Pastoren zu überleben. Bis zur Entlassung der Männer, die in viel stärkerem Maße als Frauen in die Gulags verschleppt wurden, führten vor allem Frauen die Gemeinden. Frauen sind allerdings auch später noch unter bestimmten Umständen ins Predigtamt eingesegnet worden.
Erstmals konnte 1957 in Akmolinsk eine Gemeinde von den Behörden „registriert“, also legalisiert werden, allerdings um den Preis der Anerkennung einschneidender staatlicher Vorschriften, wozu die Auflage gehörte, Kindern und Jugendlichen den Zugang zum Gottesdienst zu verwehren. Daher war in den Gemeinden der Schritt der Registrierung sehr umstritten.
Bei allen methodischen und empirischen Schwierigkeiten hinsichtlich verlässlich quantifizierender Angaben ist die vorsichtige Schätzung erlaubt, dass es 1975 etwa 40 registrierte Gemeinden (1969: ca. 8 oder 9; 1980/81: ca. 150) bei vermutlich rund 280 existierenden Gemeinden (1969: ca. 160; 1980/81: ca. 500) gegeben hat. Ein Teil der Gemeinden durfte eigene Bethäuser errichten.
Zu den besonders ausstrahlungskräftigen Gemeinden zählten z. B. Akmolinsk (auch: Zelinograd/Akmola)/Oblast Zelinograd, Alma-Ata/Oblast Alma-Ata, Qaraghandy/Oblast Qaraghandy, Komsomolez/Oblast Kustanai, Krasnokamenka/Oblast Koktschetaw?, Krupskoje (Krupskaja)/Oblast Taldy Kurgan, Nagornoje/Oblast Koktschetaw, Semipalatinsk/Oblast Semipalatinsk, Taldykorgan/Oblast Taldy-Kurgan, Wiktorowka/Oblast Koktschetaw (heute Gebiet Aqmola), Kotowo (Kuttuvo/Kotschowar)/Oblast Wolgograd, Nischni Tagil/Oblast Swerdlowsk, Nowosibirsk/Oblast Nowosibirsk, Omsk/Oblast Omsk, unter der Leitung von Nikolaus Schneider (1920–1996), Tomsk/Oblast Tomsk, Prochladnyj/Kabardino-Balkarien (Nordkaukasus), Sosnowka/Oblast Omsk, Sot Oktjabrskij/Baschkortostan, Sysran/Oblast Kujbyschew, unter der Leitung von Erich Schacht (1926–2000), Boglastny (=Niwoga?), Frunse/Oblast Frunse, Kant/Oblast Kant, Tokmak/Oblast Frunse und Duschanbe/Duschanbe.
Die Gemeinden wurden nahezu ausschließlich von pietistisch geprägten Laien geleitet. Offenbar hatten von etwa 100 Geistlichen um 1929 nur vier Pastoren die Verfolgungen überlebt: Eugen Bachmann, Arthur Pfeiffer und Johannes Schlundt sowie David Schaible (Scheible). Die ersten drei spielten eine erhebliche Rolle beim Wiederaufbau des Gemeindelebens.
Zu den vielen Einzelaspekten, die in den Blick kommen, zählt die Herausbildung ritueller Besonderheiten (wie „Murmelgebet“ und „Fernbeerdigung“). Eine besondere Schwierigkeit bestand in der Versorgung der Gemeinden mit geistlicher Literatur. Deutschsprachige Bibeln, Predigt- und Gesangbücher waren auf legalem Wege nur sehr schwer und nie in ausreichender Menge zu erhalten. Daher gingen viele dazu über, die benötigte Literatur in mühsamer Arbeit eigenhändig anzufertigen. So waren z. B. zahlreiche Gemeinden bis in die 1990er Jahre hinein ganz überwiegend mit handgeschriebenen, teilweise mehrere Hundert Seiten starken Liederbüchern ausgestattet.
Der Umstand, dass Deutsch fast ausnahmslos die Verkündigungssprache in den Gemeinden blieb, stabilisierte die Gemeinden zunächst. Gleichwohl wuchs dann eine Russlanddeutschen-Generation heran, die immer weniger Deutsch und immer mehr Russisch sprach.

### Übergemeindliche Kontakte in der Sowjetunion
Jahrzehntelang gab es auf dem riesigen Territorium der Sowjetunion nur wenige, schwach ausgeprägte übergemeindliche Kontakte. Zu ihnen gehörten z. B. die Besuchsreisen der wenigen überlebenden Pastoren und einer Reihe von Brüdern. Daneben stehen die gelegentlichen, quellenmäßig nur schwer zu fassenden „Brüderkonferenzen“. Dagegen spielten bestimmte Auslandskontakte eine beachtliche Rolle. 
Hier sind zunächst die Verbindungen von Kirchenrat Lic. Karl Rose (1896–1976) von der Humboldt-Universität Berlin zu nennen (in den späten 1940er und den 1950er Jahren). Rose stammte aus Riga/Lettland und verfügte über gute russische Sprachkenntnisse. Zwischenzeitlich war er Pfarrer der Berliner Adventsgemeinde am Prenzlauer Berg. Rose durfte zwischen 1946 und 1950 mehrere Fahrten in die Sowjetunion unternehmen. Dort war er für die geistliche Betreuung deutscher Wissenschaftler zuständig, die nach dem Krieg in die Sowjetunion verbracht worden waren. Zudem war Rose in der Kanzlei der Evangelischen Union in Deutschland für den Briefverkehr mit deportierten Sowjetdeutschen verantwortlich.
Außerdem muss auf die Verbindungen des 1970 in Ostberlin gegründeten „Arbeitskreis für russische Kirchengeschichte“ und schließlich auf die Kontakte des etwa gleichzeitig in der Bundesrepublik begründeten „Andreaskreises“ verwiesen werden. Beide Kreise hielten geheime Kontakte zu evangelischen Gemeinden in der Sowjetunion, sodass sie für die jeweiligen Landeskirchen der Evangelischen Union in Deutschland bzw. der EKD und sogar für den Lutherischen Weltbund bedeutende Informationsquellen waren.
Sowohl der „Arbeitskreis für russische Kirchengeschichte“ als auch der „Andreaskreis“ gerieten in das Visier des Ministeriums für Staatssicherheit (MfS), der eine mehr, der andere weniger: Seit mindestens 1972 wurde die Arbeit des „Arbeitskreises“ vom MfS im Rahmen der Hauptabteilung XX/4 („Operativer Vorgang Giftspinne“) unterwandert.

## Situation seit der Perestroika

### Wiederbegründung einer Gesamtkirche
Der Aufstieg des Rigaer Pastors Harald Kalnins zu der Leitgestalt der evangelisch-lutherischen Russlanddeutschen hing mit seinen Auslandskontakten zusammen; auch seine Wahl zum Bischof, verbunden mit der nun schon im Zeichen der Perestroika erfolgenden Wiedergründung einer Gesamtkirche der russlanddeutschen Gemeinden im Jahre 1988, war eng mit Auslandskontakten verknüpft.
Auf Gemeindeebene ist der Niedergang der „Brüdergemeinden“ – vor allem durch die Massenmigration nach Deutschland und die weitgehende Beibehaltung der deutschen Verkündigungssprache – zu konstatieren, ebenso die gegenläufige Bewegung der Bildung eines neuen Gemeindetyps, der im Kontext des kulturnationalen Erwachens der Russlanddeutschen (Autonomiediskussion und Streben nach dem Status einer anerkannten Minderheit) entstand. Die neuen Gemeinden werden in Anlehnung an die gleichnamige Kulturorganisation etwas irreführend „Wiedergeburtsgemeinden“ genannt. Unter den um 2003 existierenden ca. 500 Gemeinden der Gesamtkirche halten sich der alte und der neue Gemeindetyp in etwa die Waage.
In den meisten ehemaligen Sowjetrepubliken haben sich regionale evangelisch-lutherische Kirchen konstituiert. Ihre Gemeinschaft bildet die Gesamtkirche, die „Evangelisch-Lutherische Kirche in Russland, der Ukraine, in Kasachstan und Mittelasien (ELKRAS)“. Die Leitungsorgane der Kirche, an deren Spitze ein Erzbischof steht, haben ihren Sitz in Sankt Petersburg. Die Gesamtkirche umfasste im Jahre 2010 zwischen 400 und 500 Gemeinden und -gruppen mit etwa 76.000 Mitgliedern. Seit der Gründung hat es eine Reihe von Spannungen, Konflikten und Neugründungen gegeben.

### Aussiedeln nach Deutschland
Seit Beginn der Perestroika hat sich etwa eine Million einreisender Russlanddeutscher als evangelisch-lutherisch bekannt; sie sind ganz überwiegend den Landeskirchen beigetreten. Diese Konfession stellt somit unter allen russlanddeutschen Aussiedlern die zahlenmäßig mit Abstand größte Gruppe dar. Die Evangelische Kirche in Deutschland und ihre Landeskirchen, die Selbständige Evangelisch-Lutherische Kirche und einzelne Gemeinden boten vor allem in den 1990er Jahren besondere Betreuungsprogramme für Aussiedler an.
Außerdem bildeten sich schätzungsweise bis zu circa 350 Brüdergemeinden (1974: erste bekannte Gemeinde in Wolfsburg, 1984: 22 bekannte Gemeinden, 1991: 47, 1999: ca. 200, 2003: ca. 350, 2011: ca. 250), die sich zu einem größeren Teil im landeskirchlichen Rahmen, zu einem kleineren außerhalb davon bewegen. Ihre Mitglieder stellen schätzungsweise bis zu 5 % der evangelisch-lutherischen Aussiedler aus der früheren Sowjetunion. Die Brüdergemeinden zeichnen sich vor dem Hintergrund der Mehrheit der russlanddeutschen Aussiedler durch ein besonders intensives Glaubensleben aus. Dagegen besitzen viele Aussiedler aus der ehemaligen Sowjetunion, die nicht zu den Brüdergemeinden zählen, nur ein sehr geringes Wissen über die wichtigsten Glaubensinhalte. Dieser Umstand hängt unter anderem damit zusammen, dass in der atheistischen Sowjetunion die christliche Lehre weitgehend unterentwickelt war oder von Seiten der Behörden behindert wurde.
Die Brüdergemeinden sind untereinander nur lose vernetzt, seit 2016 soll jedoch eine übergemeindliche Webseite die Adressen und Termine zu koordinieren. Allerdings orientiert sich eine Anzahl der in Deutschland entstandenen russlanddeutschen Brüdergemeinden an der „Kirchlichen Gemeinschaft der Evangelisch-Lutherischen Deutschen aus Rußland e.V.“ in Bad Sooden-Allendorf. Die „Kirchliche Gemeinschaft der Evangelisch-Lutherischen Deutschen aus Rußland e.V.“ (vor 1977: „Hilfskomitee der evangelisch-lutherischen Ostumsiedler“, gegründet 1947) verfolgt einen kirchlichen Kurs. Sie unterhielt 2011 zu ca. 200 der damals ca. 250 bekannten evangelisch-lutherischen Brüdergemeinden Kontakt.
Mitarbeiter der „Kirchlichen Gemeinschaft der Evangelisch-Lutherischen Deutschen aus Rußland“ haben zeitweise hohe Ämter in der ELKRAS übernommen. So war z. B. Siegfried Springer zwischen 1992 und 2007 der Bischof der „Evangelisch-Lutherischen Kirche Europäisches Russland“. Ernst Schacht (1953–2008) diente zwischen 1996 und 1997 als Superintendent bzw. zwischen 1997 und 1998 als Bischof an der Spitze der „Evangelisch-Lutherische Kirchen Ural, Sibirien und Ferner Osten“. Die beiden genannten Kirchenleiter entstammen einem russlanddeutschen Hintergrund.
Evangelisch-lutherische Russlanddeutsche bilden in Städten und Regionen wie z. B. im Emsland, Hannover, Ingolstadt, Neustadt an der Weinstraße, Paderborn, Gifhorn, Fulda und in Wolfsburg besondere Schwerpunkte.
Eine Reihe von Gemeinden hat ein eigenes Bethaus errichtet. Der Bau eines eigenen Hauses macht klar, dass sich die jeweilige Gemeinde auf eine dauerhafte und selbstständige Existenz einrichtet. Allerdings unterscheiden sich russlanddeutsche Lutheraner hierbei deutlich von russlanddeutschen Baptisten oder Mennoniten: Evangelisch-lutherische Brüdergemeinden, die ja meist in den Landeskirchen integriert sind, sind selten auf eigene Gebäude angewiesen: Sie können Räume ihrer Kirchengemeinde vor Ort nutzen. Russlanddeutsche Gemeinden mit einem eigenen Gemeindehaus befinden sich zum Beispiel in Enger, Alzey, Paderborn, Lahr, Cloppenburg oder Schwarzach.
2024 gründete die Kirchliche Gemeinschaft der Evangelisch-Lutherischen Brüdergemeinden in Deutschland eine eigene theologische Akademie, die „Martin Luther Gemeinde Akademie“ in Bad Sooden-Allendorf.